# Blake Dean Railway
| Belastungsprobe der Trestle-Brücke                                                                 |                |                                     |                                     |
| Streckenlänge:                                                                                     | 9 km           |                                     |                                     |
| Spurweite:                                                                                         | 3 Fuß = 914 mm |                                     |                                     |
| |                |                                     |                                     |
| \| \| \| Heptonstall \| \| \| \| Trestle-Brücke \| \| \| \| Staudammbaustellen bei Walshaw Dean \| |                |                                     |                                     |
| Kopfbahnhof Streckenanfang (Strecke außer Betrieb)                                                 |                | Heptonstall                         | Heptonstall                         |
| Brücke (Strecke außer Betrieb)                                                                     |                | Trestle-Brücke                      | Trestle-Brücke                      |
| Kopfbahnhof Streckenende (Strecke außer Betrieb)                                                   |                | Staudammbaustellen bei Walshaw Dean | Staudammbaustellen bei Walshaw Dean |

Die Blake Dean Railway war eine etwa neun Kilometer lange Schmalspurbahn mit einer Spurweite von drei Fuß (914 mm) im Hardcastle Crags Valley von Heptonstall zu den Staudammbaustellen bei Walshaw Dean in der englischen Grafschaft West Yorkshire.

## Streckenverlauf

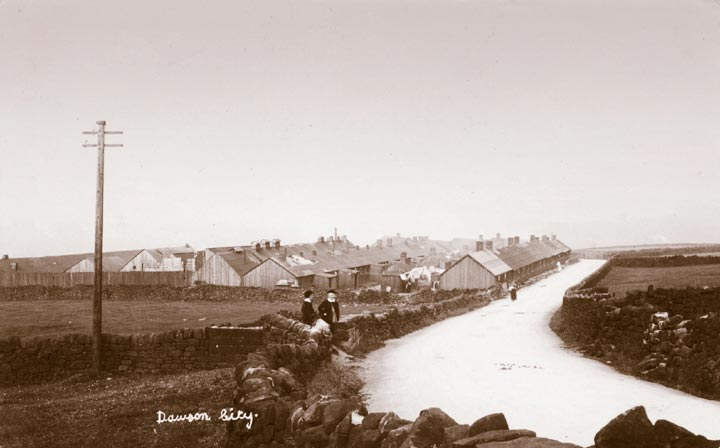
Dawson City

Die Strecke verlief von der Dawson City genannten Arbeitersiedlung bei Whitehall Nook in Heptonstall den Berg entlang über mehrere kleinere Brücken am Widdop Gate vorbei. Sie überquerte das Tal auf einer hölzernen Brücke bis zu den Baustellen der drei Staudämme für das untere, mittlere und obere Reservoir bei Walshaw Dean.
Eine 180 m lange und 32 m hohe Trestle-Brücke aus schwerem Kiefernholz war das aufwendigste Bauwerk der Strecke. Enoch Tempest beauftragte den Architekten William Henry Cockcroft und den ortsansässigen Zimmermann George H. Greenwood das Bauwerk zu errichten. Sie wurde am 24. Mai 1901 fertiggestellt.
Die Brücke wurde am 22. Mai 1912 versteigert und noch im gleichen Jahr abgerissen. Heute sind nur noch Teile der Fundamente sichtbar.

## Schienenfahrzeuge

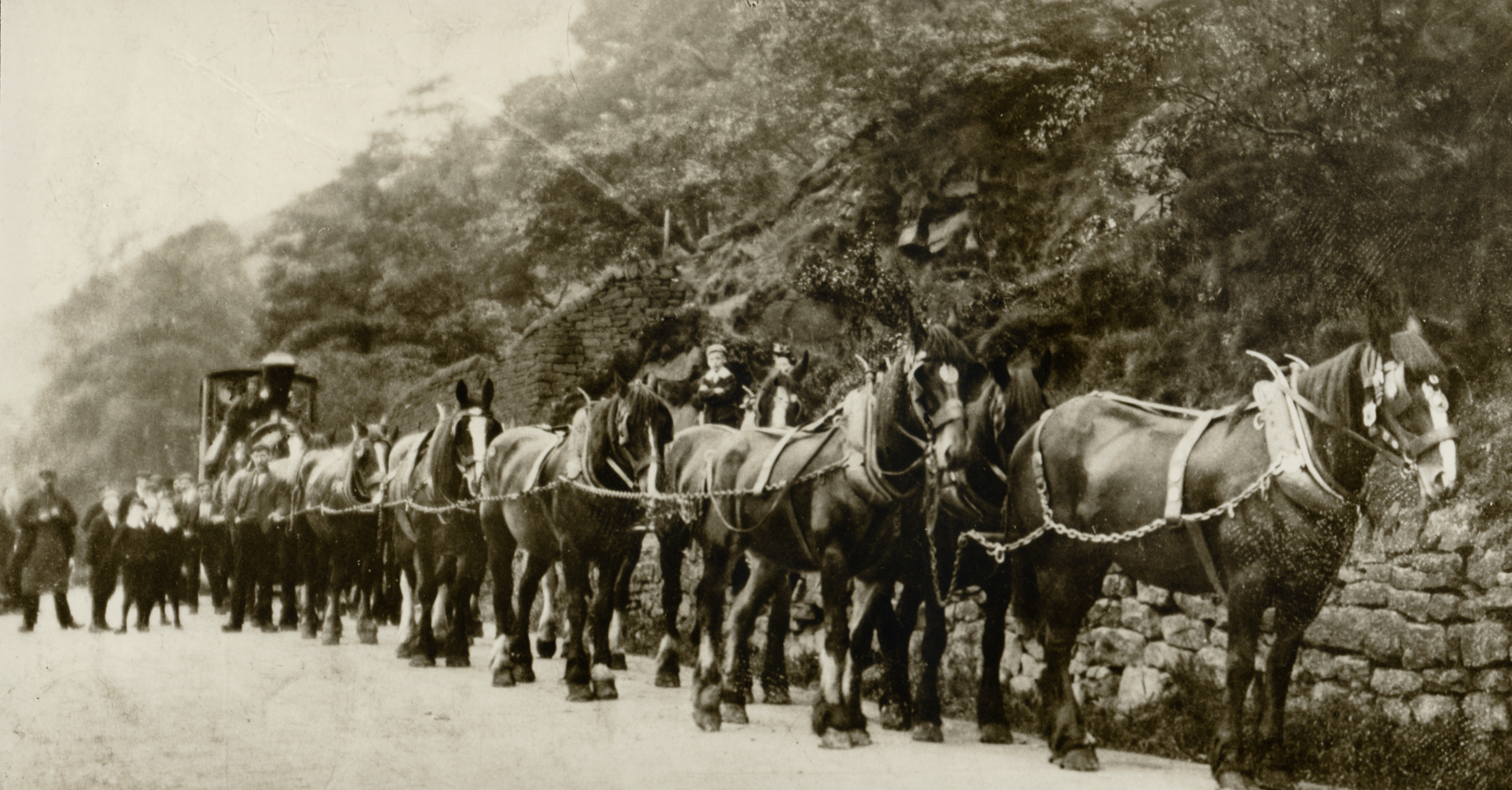
Elfspänniges Pferdegespann beim Lokomotivtransport von Hebden Bridge nach Heptonstall

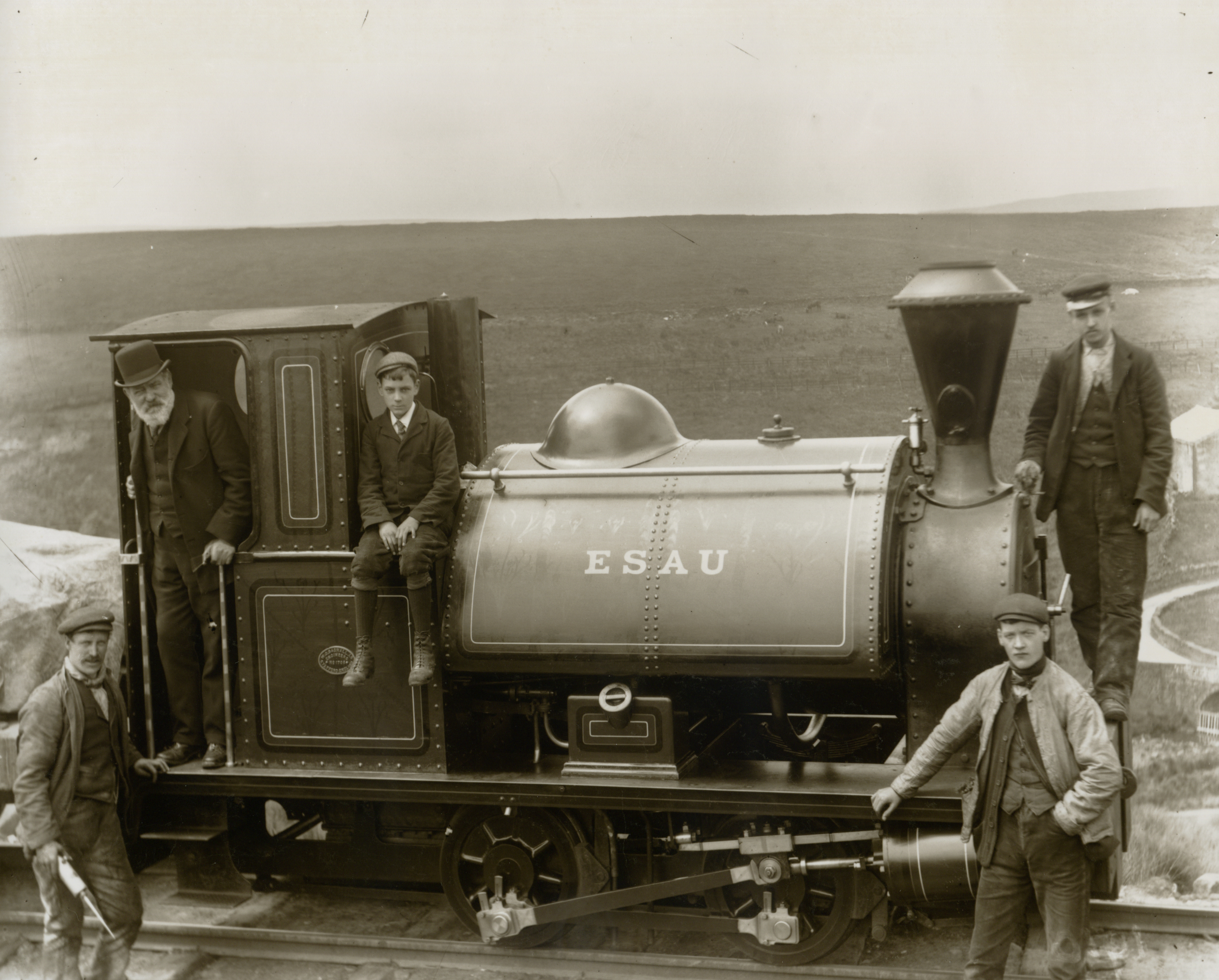
Die Dampflok 'Esau' mit Enoch Tempest im Führerstand und seinem Sohn George auf dem Kohlenbunker

Es gab 15 Dampflokomotiven, darunter 'Esau' und 'Baldersdale'. Die Spedition Hopwood zog 14 davon mit bis zu 16 spännigen Pferdefuhrwerken die steile Straße von Hebden Bridge nach Heptonstall hinauf, die mit zwei Haarnadelkurven einen Höhenunterschied von knapp 100 m (300 Fuß) überwindet. Der Transport fand normalerweise Samstag nachmittags statt, wenn so viele Pferde verfügbar waren.
Die Bauarbeiter nutzten für ihre täglichen Fahrten zu und von den Staudammbaustellen zwei ausgemusterte blau-grüne Straßenbahnwagen der Pferdebahn von Liverpool mit Aufschriften wie “Lime Street” und “Fazakerley”.

## Unfälle
Am 22. Juli 1906 brach vermutlich durch den Funkenflug einer der Dampfloks ein Feuer an der Brücke aus, das aber schnell bemerkt und gelöscht wurde. Der Schaden betrug nur 30 £ und die Brücke konnte bereits einen Tag später wieder in Betrieb genommen werden.
Am 5. September 1905 gab es einen schweren Unfall, als die Dampflok ‘Baldersdale’ mit Lokomotivführer John Leech und Heizer James Taylor unter dem Portalkran am mittleren Staudamm entgleiste. Dabei kippte die Lok auf die Seite. Der Lokführer schubste den Heizer rechtzeitig aus der Lokomotive, aber er selbst rutschte aus und wurde von aus dem Kessel austretendem Dampf so stark verbrüht, dass er wenige Tage nach dem Unfall starb.